# Ilmtal-Weinstraße
Ilmtal-Weinstraße é um município da Alemanha, situado no distrito de Weimarer Land, no estado da Turíngia. Tem 84,71 km² de área, e sua população em 2019 foi estimada em 6.348 habitantes.